# Szkoła Podstawowa w Woli Buchowskiej
Szkoła Podstawowa w Woli Buchowskiej – była szkoła o charakterze podstawowym w Woli Buchowskiej.

## Historia
Początki szkolnictwa w Woli Buchowskiej są datowane na 1886 rok, gdy Rada szkolna krajowa reskryptem z dnia 17 października 1886 roku, zorganizowała publiczną szkołę etatową.
Przydatnym źródłem archiwalnym wiedzy o szkolnictwie w Galicji są austriackie Szematyzmy Galicji i Lodomerii, które podają wykaz szkół ludowych, wraz z nazwiskami ich nauczycieli. 
W latach 1886–1892 szkoła była filialna, a od 1892 roku szkoła była 1-klasowa. Szkoły w XIX wieku były trywialne, a od 1874 roku publiczne. Szkoły w Galicji były na wsiach tylko męskie, a od 1890 roku mieszane (koedukacyjne).
Nauczyciele kierujący i kierownicy szkoły
| 1887–1889. Gwalbert Kruczek. 1889–1890. Andrzej Pałys. 1890–1891. Bolesław Kwiatkowski. 1891–1892. Józefa Kwiatkowska. | 1892–1893. Henryk Zys. 1893–1894. Józef Osada. 1894–1901. Jan Marek. 1901–1902. Antoni Wrześniowski. | 1902–1910. Seweryna Kostowiecka. 1911–1912. Maria Chmura. 1912–1924(?). Teofil Lichaczewski. 1931–1938. Teodor Kluz. |

W 2010 roku szkoła filialna w Woli Buchowskiej, z powodu braku uczniów została zlikwidowana, a jej budynek został zaadaptowany na świetlicę wiejską.